# Eochaid IV de Dalriada
Pour les articles homonymes, voir Eochaid.
Eochaid mac Áeda est un roi des Scots après 781.

## Origine
L’existence même de son règne a été  mise en cause par la critique contemporaine En effet il n’est pas mentionné dans le Duan Albanach  ni par les Chroniques d'Irlande seuls les Synchronismes de Flann Mainistreach  les listes  postérieures des rois d’Écosse, et les généalogies notamment celle du  « Genelach Rig n-Alban » reprise dans la compilation dite de Rawlinson B 502, le citent systématiquement comme le fils d'Áed Find et le grand-père de  Kenneth mac Alpin :
- Cineada m. Alpin m. Echadach m. Aeda Find m. Domongairt m. Domnaill Bricc m. Echach Buidi m. Aedain m. Gabrain m.Domangairt m.Fergus m.hEircc.

Dans ce contexte Eochaid aurait succédé à son oncle Fergus mac Echdach et été parmi les prétendants qui se seraient partagés le Dal Riata après 781 mais qui n'aurait régné sur le seul Kintyre. « Donn Corci rex Dal Riatai » dont la mort est bien attestée par les Annales d'Ulster en 792  étant le « vrai » roi de Dal Riata.

## Postérité
Eochaid est considéré dans les généalogies comme  père d'Alpin II de Dalriada. « Eochaid mac Áeda Find » correspond également au roi mythique  « Achaius » de 787 que Jean de Fordun, considère comme le premier à faire alliance avec les Francs et qui envoie une ambassade à Charlemagne pour confirmer l'alliance qui serait donc à l’origine de l'Auld Alliance entre l’Écosse et la France.

## Sources
- (en) Alfred P. SmythWarlords and Holy Men. Scotland AD 80~1000 Edinburgh University Press (1984)  (ISBN 0748601007).
- (en) Ann Williams, Alfred P. Smyth and DP Kirby. A bibliographical dictionary of Dark Age Britain. SEABY London (1990)  (ISBN 1-85264-047-2).
- (en) Alex Woolf From Pictland to Alba 789~1070 The New Edinburgh History of Scotland. Edinburgh University Press, Edinburgh (2007)  (ISBN 9780748612345).